# L'Art français de la guerre
L'Art français de la guerre est un roman d'Alexis Jenni publié le 18 août 2011 aux éditions Gallimard et ayant reçu le prix Goncourt la même année.

## Historique
Considéré pendant de nombreuses semaines comme le favori, le roman reçoit — notamment sous l'impulsion de Régis Debray qui fait campagne pour le livre au sein de l'Académie Goncourt l'année de son élection au sein de la compagnie — le 2 novembre 2011 le prix Goncourt au premier tour de scrutin par cinq voix contre trois à Du domaine des murmures de Carole Martinez et aucune à La Belle Amour humaine de Lyonel Trouillot et Retour à Killybegs de Sorj Chalandon,,. 
Les romans sélectionnés mais non-finalistes du Goncourt sont Rom@ de Stéphane Audeguy, Limonov d'Emmanuel Carrère, Dans un avion pour Caracas de Charles Dantzig, Les Souvenirs de David Foenkinos, Jayne Mansfield 1967 de Simon Liberati, Un sujet français d'Ali Magoudi, Du domaine des Murmures de Carole Martinez, Des vies d'oiseaux de Véronique Ovaldé, Le Système Victoria d'Éric Reinhardt,  Monsieur le Commandant de Romain Slocombe, Tout, tout de suite de Morgan Sportès et Rien ne s'oppose à la nuit de Delphine de Vigan.

## Résumé
L'histoire se concentre sur la vie du narrateur dont le nom n'est pas précisé, jeune homme désœuvré habitant la banlieue lyonnaise, et sa rencontre avec Victorien Salagnon, un vétéran des guerres d'Indochine et d'Algérie. Les deux hommes vont se lier d'amitié et Victorien Salagnon va initier le jeune narrateur à la peinture tout en lui livrant ses souvenirs sur son passé de militaire.
La narration alterne entre des passages se déroulant dans le passé racontant les expériences de Victorien Salagnon pendant la guerre et des passages dont l'action est contemporaine qui présentent l'évolution du narrateur ainsi que ses réflexions sur la France, ses rapports à l'armée, son héritage colonial ou encore son racisme ambiant.

## Réception critique
La critique a été partagée. Frédéric Beigbeder, dans Le Figaro Magazine, compte parmi les plus enthousiastes louant un « chef-d'œuvre que tous les Français devraient lire ». Dominique Guiou du Figaro souligne que le projet « ne sombre jamais dans le discours ou la thèse grâce au talent romanesque de l'auteur qui sait donner vie à son personnage principal, un vieux militaire hanté par ses combats ». Le Magazine littéraire parle d'un « coup de maître », d'un « chef-d’œuvre » de mesure porté à « des hauteurs spirituelles, avec un style parfait d’équilibre ».
Plus mesuré, Le Monde parle d'une « réflexion complexe et profonde sur "la pourriture coloniale", sa manière d'infecter, encore et toujours, la société française » doublée d'un « roman d'aventures », d'un livre « à haute teneur romanesque, bourré de personnages et d'histoires », au style « classique », « lisible mais exigeant », mais dont « le souffle ébouriffant vire parfois à l'emphase ». Claire Devarieux, dans Libération salue l'ambition de ce projet, « plus attachant » que Les Bienveillantes de Jonathan Littell (auquel il fait penser), mais « un peu barbant ». Le vocabulaire « riche, précis et original » utilisé par l'auteur vire « parfois au ronronnement rhétorique » selon Claire Devarieux .
Nelly Kaprièlian, dans Les Inrockuptibles, y voit une « fresque pompière et académique », ennuyeuse et marquetée pour le prix Goncourt (son obtention y est d'ailleurs qualifiée de « défaite pour la littérature »). L'hebdomadaire culturel déplore la lourdeur et la boursouflure du style (« emploi continu du passé simple pour faire "classique" ; phrases alambiquées pour prouver que c'est "écrit" ») et une construction jugée « simplette » au service d'un truisme (« la guerre, c'est mal »). Télérama y voit une « fresque indigeste », émaillée « de lourdeurs et de digressions ».
La critique universitaire a parfois rapproché le roman des Bienveillantes de Jonathan Littell.

## Ventes
Le roman s'est vendu à près de 105 000 exemplaires à la fin de novembre 2011. Il s'agit d'un score relativement décevant pour un prix Goncourt, d'autant que le livre est surpassé par le roman de Delphine de Vigan, Rien ne s'oppose à la nuit (sélectionné par l'Académie Goncourt au premier et au second tour de vote, mais pas au troisième), qui culmine, à la même époque, à près de 165 000 exemplaires vendus. Le livre sera finalement vendu à 177 000 exemplaires.

## Éditions
Édition imprimée originale
- Alexis Jenni, L'Art français de la guerre, Paris, éd. Gallimard, coll. « Blanche », 18 août 2011, 633 p., 23 cm (ISBN 978-2-07-013458-8, BNF 42496851)

Livre audio
- Alexis Jenni, L'Art français de la guerre, Paris, éd. Gallimard, coll. « Écoutez lire », 7 mai 2012 (ISBN 978-2-07-013727-5, BNF 43626995)Texte abrégé en collaboration avec l'auteur ; narrateur : Philippe Caubère ; support : 2 disques compacts audio MP3 ; durée : 20 h environ ; référence éditeur : Gallimard A 13727.

Édition en gros caractères
- Alexis Jenni, L'Art français de la guerre, Cergy-Pontoise, éd. À vue d'œil, coll. « 16-17 : littérature », 15 mai 2012, 972 p., 24 cm (ISBN 978-2-84666-704-3, BNF 42684187)Cet ouvrage est présenté sous la forme de deux volumes indissociables.

Édition au format de poche
- Alexis Jenni, L'Art français de la guerre, Paris, éd. Gallimard, coll. « Folio » (no 5538), 7 février 2013, 775 p., 18 cm (ISBN 978-2-07-045039-8, BNF 43555929)